# Hollarsowie
Hollarsowie (ang. The Hollars) – amerykański komediodramat z 2016 roku w reżyserii Johna Krasinskiego, wyprodukowany przez wytwórnie Groundswell Productions, Sycamore Pictures i Sunday Night. Główne role w filmie zagrali John Krasinski, Sharlto Copley, Charlie Day, Richard Jenkins, Anna Kendrick i Margo Martindale.
Premiera filmu odbyła się 24 stycznia 2016 podczas Festiwalu Filmowego Sundance. Siedem miesięcy później, 26 sierpnia, obraz trafił do kin na terenie Stanów Zjednoczonych.

## Opis fabuły
Rysownik komiksów John Hollar (John Krasinski) mieszka w Nowym Jorku. Pewnego dnia mężczyzna dowiaduje się o chorobie swojej matki Sally (Margo Martindale) i jest zmuszony powrócić do swojego rodzinnego miasteczka. Po przyjeździe musi spotkać się z członkami swojej rodziny, dawnymi znajomymi z czasów liceum oraz byłą dziewczyną Gwen (Mary Elizabeth Winstead). Jego obecna partnerka Rebecca (Anna Kendrick) jest właśnie w ciąży. John postanawia zmierzyć się z demonami przeszłości i nareszcie dorosnąć.

## Obsada
- Sharlto Copley jako Ron Hollar
- Charlie Day jako Jason
- Josh Groban jako Wielebny Dan
- Richard Jenkins jako Don Hollar
- Anna Kendrick jako Rebecca
- John Krasinski jako John Hollar
- Margo Martindale jako Sally Hollar
- Mary Elizabeth Winstead jako Gwen
- Randall Park jako doktor Fong
- Mary Kay Place jako Pam
- Tonea Stewart jako Latisha

## Produkcja
Zdjęcia do filmu kręcono w Brookhaven, Canton i Jackson w stanie Missisipi w Stanach Zjednoczonych, natomiast okres zdjęciowy trwał od 15 lipca do 15 sierpnia 2014.

## Odbiór

### Krytyka w mediach
Film Hollarsowie spotkał się z mieszanymi recenzjami od krytyków. W serwisie Rotten Tomatoes średnia ocen filmu wyniosła 43% ze średnią oceną 5,2 na 10. Na portalu Metacritic średnia ocen wyniosła 53 punktów na 100.

## Nagrody i nominacje
| Rok  | Miejsce            | Nagroda     | Kategoria                                         | Odbiorcy i nominowani | Wynik     |
| ---- | ------------------ | ----------- | ------------------------------------------------- | --------------------- | --------- |
| 2016 | Teen Choice Awards | Teen Choice | Najbardziej wyczekiwana przez nastolatków aktorka | Anna Kendrick         | Nominacja |